# Ernesto Bono
Pour les articles homonymes, voir Bono (homonymie).
Ernesto Bono (né le 25 avril 1936 à Ome dans la province de Brescia et mort le 31 mai 2018 dans la même commune) est un coureur cycliste italien, professionnel de 1959 à 1964.

## Biographie
Vainqueur du Tour de Lombardie amateurs et de deux titres aux championnats d'Italie sur piste amateurs en 1958, Ernesto Bono passe professionnel l'année suivante au sein de l'équipe San Pellegrino. Il a notamment remporté une étape du Tour d'Espagne en 1962 et terminé neuvième du Tour d'Italie en 1959.

## Palmarès sur route
- 1958
  - Tour de Lombardie amateurs
- 1959
  - Trophée Boldrini (avec Fiorenzo Tomasin)
  - 3e du Grand Prix de Forli
  - 9e du Tour d'Italie
- 1961
  - Trophée Cougnet
  - 7e du Tour de Suisse
- 1962
  - 12e étape du Tour d'Espagne
- 1963
  - 3eb étape du Tour de Suisse
  - 5e du Tour de Suisse

## Résultats sur les grands tours

### Tour de France
1 participation
- 1959 : 36e

### Tour d'Italie
6 participations
- 1959 : 9e
- 1960 : 46e
- 1961 : 52e
- 1962 : abandon
- 1963 : 16e
- 1964 : abandon

### Tour d'Espagne
2 participations
- 1962 : 36e, vainqueur de la 12e étape
- 1963 : 53e

## Palmarès sur piste
- 1958
  -  Champion d'Italie de poursuite individuelle amateurs
  -  Champion d'Italie de poursuite par équipes amateurs